# Joaquín Abarca Blanque
Joaquín Abarca Blanque (Osca, 22 de maig de 1778 - Torí, 21 de juny de 1844) fou bisbe de Lleó i conseller de Carles Maria Isidre de Borbó, pretendent al tron d'Espanya durant la Primera Guerra Carlina. En la seva època va ser conegut vulgarment com el bisbe de León.
Va estudiar filosofia i va rebre el grau de doctor en dret civil i canònic. El 1837 va ser nomenat cap del govern carlista. El 1804 va ser nomenat canonge doctoral de la catedral de Tarassona. El 1822, durant el Trienni Liberal, va haver de fugir a França, perseguit per les seves activitats anti-liberals. Quan va ser restablit l'absolutisme en 1824, Ferran VII li va concedir el bisbat de Lleó. Un any després va ser nomenat Conseller d'Estat, càrrec que no va exercir correctament pel que va haver de tornar al bisbat. En 1839 va marxar a França. Va morir en el desterrament, prop de Torí. Simpatitzant de la causa carlina, es va incorporar al seguici de don Carlos arran de la mort de Ferran VII, acompanyant-lo en el seu exili a Portugal i posterior viatge a Anglaterra. Va ser un personatge clau en aquest seguici, home de confiança i conseller del reclamant fins al punt que va ser nomenat president del seu ministeri amb competències en Gràcia i Justícia. Feroç enemic del general Maroto, va fustigar en contra seva a don Carlos en diverses ocasions. Des del punt de vista militar era, segons els biògrafs historiadors, poc eficient i els consells que va donar en aquest terreny van resultar infructuosos. Va ser expulsat a França al final de la Primera Guerra Carlina, on es va reunir un temps després amb don Carlos al seu exili.